# Les Boutons dorés
 (janvier 2016).
Si vous disposez d'ouvrages ou d'articles de référence ou si vous connaissez des sites web de qualité traitant du thème abordé ici, merci de compléter l'article en donnant les références utiles à sa vérifiabilité et en les liant à la section « Notes et références ».
Albums de Jean-Jacques Debout
Nos doigts se sont croisés
Les Boutons dorés est un album studio du chanteur Jean-Jacques Debout. Il est paru en 1961.

## Titres
1. L'Été
2. Notre-Dame-de-la-Cambriole
3. Le Musée de l'armée
4. La Belle au bois
5. Gosse de Paris
6. Les Boutons dorés
7. Le Marchand d'eau
8. Marie la bleue
9. Le Vieux Manège
10. La Corde